# África Zamorano
África Zamorano Sanz (Barcelona, 11 de enero de 1998) es una nadadora española, especialista en espalda y estilos del Club Natació Sant Andreu. Saltó al escenario internacional en 2014 con su primer gran resultado en una competición internacional, como júnior. En 2016 formó parte del Equipo Nacional de Natación para los Juegos Olímpicos de Río de Janeiro 2016 y en 2019 de la selección española para el Campeonato Mundial de 2019 en Gwangju (Corea del Sur).

## Trayectoria deportiva
Hizo su primera gran aparición internacional en los Campeonatos de Europa Junior de 2014 en Dordrecht (Países Bajos) en los que ganó la medalla de oro en los 200 m estilos y 400 m estilos. Ese mismo año, en Nankín, China, en los Juegos Olímpicos de la Juventud se colgó la medalla de bronce en los 200 m espalda.
Zamorano, entrena en el equipo de élite del Club Natació Sant Andreu con la también olímpica Jessica Vall y bajo la tutela de Jordi Jou, nombrado entrenador del año en 2015 por la Asociación Española de Técnicos de Natación. Compagina su preparación de alto rendimiento con sus estudios de enfermería para ser comadrona.
En 2015, en el Campeonato del Mundo Junior de Singapur, Zamorano ganó la medalla de bronce en los 400 estilos.
En 2016, hizo la mínima olímpica en 200 m espalda en el Open de Primavera y, con 18 años, representó a España en los Juegos Olímpicos de 2016 junto al resto de componentes del equipo español de natación y con el respaldo de la Real Federación Española de Natación.
Forma parte de Podium, el programa del COE y Fundación Telefónica que apoya desde 2016 a 88 deportistas que son jóvenes promesas para que puedan prepararse para los Juegos Olímpicos de Tokio 2020.
En noviembre de 2017 se colgó 10 medallas en el Campeonato Mundial de España de invierno en piscina corta, celebrado en Barcelona, y alcanzó el 5º puesto en la final de 400 estilos en el Campeonato Europeo de Copenhague. También en 2017 fue semifinalista mundial absoluta, tras lograrlo en 200 m espalda en el Campeonato Mundial de Budapest. 
En 2018 acudió a los Juegos del Mediterráneo y al Campeonato Europeo de Glasgow, buscando mejorar la mejor marca española, en posesión de Duane Da Rocha. En Glasgow, Escocia, logró ser finalista.
En 2019 se clasificó para acudir al Campeonato Mundial de en Gwangju (Corea del Sur).
Estudia Enfermería en la Universidad Autónoma de Barcelona.

## Palmarés
- 2014 Doble Campeona de Europa Junior en 200 y 400 estilos en Dordrecht, Países Bajos.
- 2014 Medalla de Bronce en los JJOO de la Juventud en 200 espalda Nanjing, China.
- 2015 Medalla de Bronce en Campeonato del Mundo Junior en 400 estilos, Singapur.
- 2017 Campeona de España.
- 2017 Récord de España en el relevo 4 x 100 estilos.
- 2017 Finalista (5ª puesto) en el Campeonato de Europa en piscina de 25 m.
- 2018 Campeona de España en piscina de 25 m y 50 m en 200 m espalda.
- 2018 Finalista en el Campeonato de Europa Absoluto en 200 m espalda, de Glasgow, Escocia.
- 2018 Finalista (5ª puesto) en el Campeonato de Europa Absoluto en el relevo 4x200 libres, Glasgow, Escocia.

## Mejores marcas personales

### Piscina larga
| Evento         | Tiempo   | Lugar                              | Fecha                   |
| -------------- | -------- | ---------------------------------- | ----------------------- |
| 50 m libre     | 26.63    | Sabadell, España                   | 23 de marzo de 2014     |
| 100 m libre    | 56.46    | Toulouse, Francia                  | 3 de julio de 2021      |
| 200 m libre    | 2:00.73  | Málaga, España                     | 10 de abril de 2018     |
| 400 m libre    | 4:12.29  | Las Palmas de Gran Canaria, España | 5 de agosto de 2021     |
| 800 m libre    | 8:50.09  | Castellón de la Plana, España      | 21 de diciembre de 2020 |
| 1500 m libre   | 16:56.26 | Canet-en-Roussillon, Francia       | 6 de junio de 2015      |
| 50 m espalda   | 29.00    | Tarrasa, España                    | 1 de agosto de 2017     |
| 100 m espalda  | 1:00.86  | Castellón de la Plana, España      | 5 de diciembre de 2020  |
| 200 m espalda  | 2:09.35  | Castellón de la Plana, España      | 6 de diciembre de 2020  |
| 50 m braza     | 34.14    | Tarrasa, España                    | 13 de enero de 2022     |
| 100 m braza    | 1:12.26  | Barcelona, España                  | 24 de abril de 2021     |
| 200 m braza    | 2:35.29  | Sabadell, España                   | 20 de febrero de 2016   |
| 50 m mariposa  | 27.91    | Tarrasa, España                    | 22 de diciembre de 2022 |
| 100 m mariposa | 1:02.38  | Sabadell, España                   | 20 de marzo de 2022     |
| 200 m mariposa | 2:17.80  | Las Palmas de Gran Canaria, España | 14 de julio de 2016     |
| 200 m estilos  | 2:12.80  | Budapest, Hungría                  | 21 de mayo de 2021      |
| 400 m estilos  | 4:40.15  | Singapur                           | 25 de agosto de 2015    |

### Piscina corta
| Evento         | Tiempo   | Lugar                         | Fecha                    |
| -------------- | -------- | ----------------------------- | ------------------------ |
| 50 m libre     | 26.30    | Barcelona, España             | 29 de enero de 2023      |
| 100 m libre    | 55.13    | Palma de Mallorca, España     | 26 de noviembre de 2021  |
| 200 m libre    | 1:57.43  | Castellón de la Plana, España | 20 de noviembre de 2020  |
| 400 m libre    | 4:05.97  | Castellón de la Plana, España | 21 de noviembre de 2020  |
| 800 m libre    | 8:31.72  | Barcelona, España             | 7 de noviembre de 2015   |
| 1500 m libre   | 16:34.74 | Barcelona, España             | 27 de octubre de 2018    |
| 50 m espalda   | 27.85    | Castellón de la Plana, España | 21 de noviembre de 2020  |
| 100 m espalda  | 58.28    | Melbourne, Australia          | 13 de diciembre de 2022  |
| 200 m espalda  | 2:04.06  | Castellón de la Plana, España | 21 de noviembre de 2020  |
| 50 m braza     | 33.94    | Barcelona, España             | 1 de octubre de 2022     |
| 100 m braza    | 1:11.19  | Barcelona, España             | 28 de octubre de 2017    |
| 200 m braza    | 2:31.54  | Barcelona, España             | 7 de noviembre de 2015   |
| 50 m mariposa  | 27.94    | Barcelona, España             | 1 de octubre de 2022     |
| 100 m mariposa | 1:00.63  | Palma de Mallorca, España     | 25 de noviembre de 2021  |
| 200 m mariposa | 2:14.50  | Manresa, España               | 4 de noviembre de 2017   |
| 100 m estilos  | 59.99    | Melbourne, Australia          | 15 de diciembre de 2022  |
| 200 m estilos  | 2:09.26  | Castellón de la Plana, España | 22 de noviembre de 2020  |
| 400 m estilos  | 4:34.96  | Nápoles, Italia               | 30 de septiembre de 2021 |